# Butak
Butak (Indonesisch: Gunung Butak) is een stratovulkaan op het Indonesische eiland Java in de provincie Oost-Java. De berg ligt ten zuidoosten van de berg Kawi, ten oosten van de berg Kelud en ten zuiden van de bergen Ardjoeno en Welirang. De Butak is een van de bergen rondom de Vallei van Malang.